# 코이아이케현
코이아이케현(스페인어: Provincia de Coyhaique)은 칠레 아이센델헤네랄카를로스이바녜스델캄포 주를 구성하는 4개의 현 가운데 하나로 현도는 코이아이케이며 면적은 12,942.5km2, 인구는 54,575명(2012년 기준), 인구 밀도는 4.2명/km2이다.